# La Miñosa
La Miñosa település Spanyolországban, Guadalajara tartományban. La Miñosa Miedes de Atienza, Atienza, La Bodera, Robledo de Corpes, Gascueña de Bornova és Prádena de Atienza községekkel határos. Lakosainak száma 32 fő (2024).

## Népesség
A település népessége az utóbbi években az alábbiak szerint változott:
| Lakosok száma | 52   | 57   | 48   | 46   | 42   | 40   | 33   | 28   | 34   | 32   |
|               | 2001 | 2004 | 2006 | 2009 | 2011 | 2014 | 2016 | 2019 | 2021 | 2024 |